# Fannia facisetosa
Fannia facisetosa är en tvåvingeart som beskrevs av Feng och Xue 2000. Fannia facisetosa ingår i släktet Fannia och familjen takdansflugor.
Artens utbredningsområde är Sichuan (Kina). Inga underarter finns listade i Catalogue of Life.